# Renderstede
Renderstede of Rendestede is een gehucht in Denderwindeke, deelgemeente van de stad Ninove in de Belgische provincie Oost-Vlaanderen. 
Het gehucht ligt in het noordwesten van de deelgemeente, zo'n twee kilometer ten noordwesten van het dorpscentrum van Denderwindeke.

## Geschiedenis
Op de Ferrariskaart uit de jaren 1770 is het gehucht Renderste weergegeven.
Op het eind van het ancien régime, toen tijdens de Franse bezetting op het eind van de 18de eeuw de gemeenten werden gecreëerd, werd het gehucht ondergebracht in de gemeente Denderwindeke.
Op de Atlas der Buurtwegen uit 1841 is het gehucht weergeven als Renderstee. De Vandermaelenkaart uit het midden van de 19de eeuw vermeldt het als Renderstede.

## Bezienswaardigheden
- Een halve kilometer ten zuiden van Rendersteden staat de Molen Ter Zeven Wegen

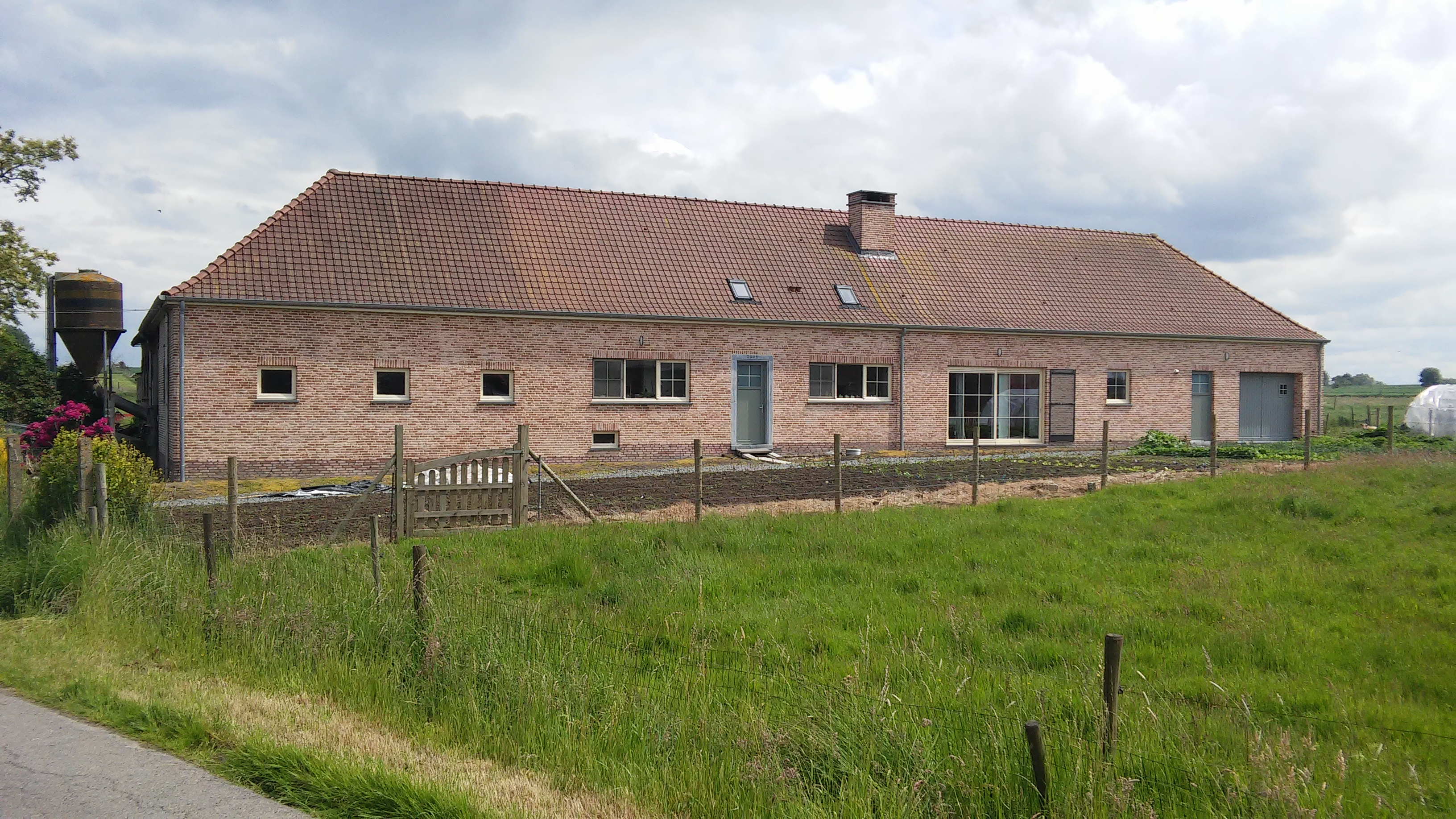
Gesloten hoeve, oorspronkelijk 19de eeuw

Deelgemeenten: Appelterre-Eichem · Aspelare · Denderwindeke · Lieferinge · Meerbeke · Nederhasselt · Neigem · Ninove · Okegem · Outer · Pollare · Voorde

Overige dorpen, gehuchten en wijken: Appelterre · Bevingen · Boterdaal · Dasselt · Eichem · Herlinckhove · Lebeke · Linkebeek · Muylem · Nederwijk · Neuringen · Nijken · Prindaal · Renderstede · Roesbeke · Roost · Slettem · Steenhout · Terbert · Varenberg · Vogelenzang · Vreckom · Waalhove · Zevenkoten

Belgische gemeenten · Arrondissement Aalst · Oost-Vlaanderen · Vlaanderen